# Horisme insularis
Horisme insularis är en fjärilsart som beskrevs av Bytinsky-salz 1937. Horisme insularis ingår i släktet Horisme och familjen mätare. Inga underarter finns listade i Catalogue of Life.